# Lohbach (Jagst)
Der Lohbach ist ein etwa zweieinhalb Kilometer langer Bach im Stadtgebiet von Ellwangen (Jagst) im Ostalbkreis im nordöstlichen Baden-Württemberg, der nach ungefähr westlichem Lauf in Ellwangen selbst von rechts in die obere Jagst mündet.

## Geographie

### Verlauf
Der Lohbach entsteht auf etwa 501 m ü. NHN etwa 0,4 km westlich des Ortsrandes von Ellwangen-Rattstadt in der Klinge an einer Hecke, die sich talabwärts rund 100 Meter zwischen einem Feldweg und dem westsüdwestwärts abfließenden Bach hinzieht. Danach wechselt der nun sporadischer von Begleitgehölz begleitete Bach auf die andere Feldwegseite und nimmt nach wenigen Schritten von links einen weiteren Quellbach fast gleicher Länge auf. Etwa dreihundert Meter abwärts der Quelle endet der Weg.
Der bisher sehr geradlinig geflossene Bach schlängelt sich nun und ist zumindest auf einer Seite begleitet vor krautigen feuchten Wiesen. Wo auf dem rechts das Tal begleitenden Bergsporn der Ellwanger Weiler Schönenberg steht, erstreckt sich ein stark geschlängelter Abschnitt in und an einem kleinen Auenwäldchen, in dem der Bach einen kleineren Teich passiert und, unterhalb des niedrigeren Schönenberger Siedlungsteils an der Steigenstrecke der L 1060, einen etwas größeren durchfließt. Danach säumen unterhalb der Schönenbergkirche auf der Spitze des rechts begleitenden Sporns Kleingärten auf der linken Seite die wieder schmälere Baumgalerie.
Sodann quert den Bach die Fahrstraße vom mittleren Hang der linken Spornspitze, auf der das Schloss ob Ellwangen steht, die rechtsseits gleich in die L 1060 einmündet und sich dann in einer zur Schönenberg hochziehenden Lindenallee mit Rosenkranzkapellen für die zur Wallfahrtskirche aufsteigenden Pilger fortsetzt. Von nun an folgen dem Bach in etwas Abstand erst rechts und bald auch links Siedlungshäuser der Stadt Ellwangen. Der Bach unterquert eine Straße, passiert einen Sportplatz und läuft dann etwa gegenüber der Einmündung der Keplerstraße in die Gerhart-Hauptmann-Straße in eine Verdolung ein.
Unterirdisch fließt er nun kurz unter dem Gelände der Stadtwerke, dann gut hundert Meter südwärts entlang der Bahnhofstraße, worauf der Bachkanal noch einmal so weit westwärts unter der Bahnstrecke Crailsheim–Goldshöfe und dem beginnenden Industriegebiet in der Jagstaue abwärts des Bahnhofs Ellwangen durchgeführt wird. Dann mündet er auf etwas unter 428 m ü. NHN gegenüber dem Gelände des Schülerhorts Borromäum von rechts in die obere Jagst.
Der Lohbach mündet nach 2,5 km langem Lauf mit mittleren Sohlgefälle von rund 29 ‰ etwa 73 Höhenmeter unterhalb seiner Quelle an der Feldhecke. Er hat nur wenige und sehr kurze Zuflüsse.

### Einzugsgebiet
Der Lohbach hat ein etwa 1,8 km² großes Einzugsgebiet. Naturräumlich wird sein oberer, östlicher Teil den Pfahlheim-Rattstädter Liasplatten im Härtsfeldvorland des Östlichen Albvorlandes zugerechnet, der mündungsnahe westliche dagegen den Ellwanger Bergen in den Schwäbisch-Fränkischen Waldbergen. Der höchste Punkt liegt etwas nordöstlich der Schönenbergkirche auf der nördlichen Wasserscheide und erreicht rund 523 m ü. NHN.
Reihum grenzen die Einzugsgebiete der folgenden Nachbargewässer an:
- Den Abfluss jenseits der nördlichen Wasserscheide nehmen linke Zuflüsse des Kressbachs auf, des nächsten rechten Zuflusses der Jagst;
- im Osten entwässert der Sagwiesenbach über den Schlierbach zur Röhlinger Sechta, einen aufwärtigen großen Zufluss der Jagst;
- im Süden läuft der Stelzenbach wie der Lohbach und aufwärts von diesem ebenfalls etwa westlich zur Jagst.

Im Osten und auf den länger links- als rechtsseitig das Tal begleitenden Spornhöhen liegen Felder. Das Tal ist eine Wiesenlandschaft mit wenigen kleinen Waldstücken und Obstwiesen, dazu der Gehölzgalerie des Baches und krautig-sumpfigen Wiesen dicht am Bach.
Der Nordosten des Gebietes liegt in der Rindelbacher Stadtteilgemarkung von Ellwangen, fast der ganze, deutlich größere restliche Teil in der zentralen Gemarkung der Stadt. Die Westspitze des Rindelbacher Weilers Rattstadt am Ostrand, fast der ganze, zwischen Rindelbach und dem zentralen Ellwangen geteilte Weiler Schönenberg am und auf dem gleichnamigen rechtsseitigen Spornberg mit der Schönenbergkirche auf der Spornspitze, der diesseitige Teil des Schlosses ob Ellwangen auf der Spitze des linksseitigen Spornbergs Waschberg sowie ein Teil der Nordstadt von Ellwangen sind die Siedlungsplätze im Einzugsgebiet.

### Zuflüsse und Seen
Liste der Zuflüsse und  Seen von der Quelle zur Mündung. Gewässerlänge, Seefläche, Einzugsgebiet und Höhe nach den entsprechenden Layern auf der Onlinekarte der LUBW. Andere Quellen für die Angaben sind vermerkt.
Ursprung des Lohbachs auf etwa 501 m ü. NHN an einem Heckenstreifen im Gewann Klinge etwa 350 Meter westsüdwestlich des Ortsrandes von Ellwangen-Rattstadt.
- (Anderer Quellast), von links und Südosten auf etwa 496 m ü. NHN rund 100 Meter nach der Quelle, ca. 0,1 km[LUBW 6] und über 0,1 km².[LUBW 3] Entsteht auf etwa 502 m ü. NHN unter der Straße zum Schloss ob Ellwangen.
- Passiert auf knapp 470 m ü. NHN einen unterhalb der Steigenstrecke der L 1060 am Schönenberg am rechten Ufer liegenden Teich, unter 0,1 ha.
- Durchfließt auf etwa 466 m ü. NHN einen Teich unterhalb des an der Steigenstrecke der L 1060 liegenden Siedlungsteils des Weilers Ellwangen-Schönenberg, über 0,1 ha.
- (Graben), von rechts und Nordwesten auf etwa 454 m ü. NHN an der Einmündung der Schönenbergstraße vom Schloss her in die L 1060, über 0,1 km[LUBW 6] und unter 0,1 km².[LUBW 3] Entsteht auf etwa 457 m ü. NHN an der L 1060 gegenüber dem Haus Schönenberg 1 am Fuß des Schönenbergs.

Mündung des Lohbachs von rechts und zuletzt Osten auf knapp 428 m ü. NHN in Ellwangen am Beginn der Industriegebietes abwärts des Bahnhofs und gegenüber dem Schülerhort Borromäum in die obere Jagst. Der Lohbach ist 2,5 km lang und hat ein etwa 1,8 km² großes Einzugsgebiet.

## Geologie
Die höheren Teile des Einzugsgebietes liegen im Schwarzjura, die tieferen im Mittlerkeuper. Ganz im Osten liegt im Ortsbereich und am Rand von Rattstadt als höchste Schicht der Obtususton, dem westwärts zu der Gryphaeensandstein folgt, der sich beidseits des Tales weiter bis auf die Spornspitzen des Schönenbergs rechts und des Waschbergs (mit dem Ellwanger Schloss) links erstreckt. Unter diesem liegt ein schmales Band aus Knollenmergel (Trossingen-Formation), der ersten Keuperschicht; die für diesen typischen Rutschhänge kann man vom Schloss ob Ellwangen aus gut am Säbelwuchs etlicher Stämme der unmittelbar darunter anschließenden Obstbaumwiese erkennen. Der Bach selbst entsteht im Übergangsbereich der beiden letztgenannten Schichten. Die Talmulde darunter liegt bis zur Mündung und damit auf dem größten Teil des Einzugsgebietes in Schichthöhe des Stubensandsteins (Löwenstein-Formation).
Zu diesen mesozoischen Schichten kommen viel jüngere holozäne in Gestalt eines engen Schwemmlandbandes um den Lauf im eigenen Tal und in wenigen kurzen Seitenmulden sowie der Auenlehme, die der dort heute verdolte Lohbach zuletzt in der Jagstaue durchquert.

## Natur und Schutzgebiete
Am obersten Lauf entlang des Feldweges ist der Bach begradigt und die begleitenden Feldgehölz stehen oberhalb einer Böschung. Von etwas vor bis nach etwas nach den beiden Teichen weitet sich die Bachbegleitvegetation stark aus, ein artenreiches Begleitmosaik von Bäumen, Nasswiesen und sumpfigen Abschnitten grenzt dort an den Bach, der dort abschnittsweise verbaut und angestaut ist, anderswo aber natürlich in kleinen Mäandern fließt. Das Bett ist dort ungefähr meterbreit.
Ein Großteil dieser Fläche um die Teiche ist als Naturdenkmal ausgewiesen. Weitere Naturdenkmale sind eine eichendominierte Baumgruppe auf dem hinteren linken Talsporn, das Eichenwäldchen Lohhecke an linken Oberhang des mittleren Tales, die Lindenallee am Pilgerweg aufwärts zur Schönenbergkirche sowie eine weitere Baumgruppe aus Pappeln und Birken am Dewaldsberg, dem der Schönenbergspornspitze vorgelagerten niedrigen Hügel.
Das mittlere Tal gehört zum Landschaftsschutzgebiet Schloßberg Ellwangen und Schönenberg. Gegenüber dem Fußpunkt der Lindenallee ragt ein Keil des größtenteils im Nachbartal des Stelzenbaches liegenden Naturschutzgebietes Ellwanger Schloßweiher und Umgebung fast bis ans linke Ufer.

### LUBW
Amtliche Online-Gewässerkarte mit passendem Ausschnitt und den hier benutzten Layern: Lauf und Einzugsgebiet des Lohbachs

Allgemeiner Einstieg ohne Voreinstellungen und Layer: Daten- und Kartendienst der Landesanstalt für Umwelt Baden-Württemberg (LUBW) (Hinweise)
1. 1 2 3 4 5  Höhe nach dem Höhenlinienbild auf dem Hintergrundlayer Topographische Karte.
2. 1 2  Länge nach dem Layer Gewässernetz (AWGN).
3. 1 2 3 4  Einzugsgebiet abgemessen auf dem Hintergrundlayer Topographische Karte.
4. ↑  Seefläche nach dem Layer Stehende Gewässer.
5. ↑  Einzugsgebiet nach dem Layer Basiseinzugsgebiet (AWGN).
6. 1 2  Länge abgemessen auf dem Hintergrundlayer Topographische Karte.
7. ↑  Schutzgebiete nach den einschlägigen Layern, Natur teilweise nach dem Layer Geschützte Biotope.

### Andere Belege
1. ↑  Modellierte Werte nach Abfluss-BW Gewässerknoten MQ/MNQ
2. ↑  Hansjörg Dongus: Geographische Landesaufnahme: Die naturräumlichen Einheiten auf Blatt 171 Göppingen. Bundesanstalt für Landeskunde, Bad Godesberg 1961. → Online-Karte (PDF; 4,3 MB)
3. ↑  Geologie nach den Layern zu Geologische Karte 1:50.000 auf: Mapserver des Landesamtes für Geologie, Rohstoffe und Bergbau (LGRB) (Hinweise)